# Tafl-spil
Tafl-spil er en familie af gamle germanske og keltiske strategispil, som spilles på et bræt på mellem 7×7 og 18×18 afhængigt af hvilket variation, og med to hold af uens styrke. Ordet tafl kommer af det oldnordiske ord for bord.
Størrelsen på brættet og antallet af brikker varierer, men alle spil har et karakteristisk forhold 2:1 mellem de to hold, hvor det mindre hold har en kongebrik, som begynder i centrum. Der findes ingen komplet og entydig beskrivelse af reglerne, men kongens mål er at undslippe til brættets periferi eller hjørner. Det store holds opgave er at fange ham, hvorved spillet vindes. Den angribende side har en naturlig fordel i starten af spillet, der sandsynligvis skal indikere et vigtigt kulturelt aspekt ved at efterligne vikingetogternes succes. En anden kulturel indikation af kongen er vigtigheden af, at vikingernes høvding deltager i kampen. Selvom konger i Europa senere påkaldte sig herskerskab ved guddommelig udvælgelse og sad på en trone frem for at deltage i slag, så var det en essentiel del for vikingernes høvdinger, at de blev betragtet som dygtige krigere. Vigtigheden af krig blev også afspejlet i hnefatafl, der var vikingernes form for tafl-spil, fordi det var et strategispil om krig, hvilket kan være en vigtig årsag til, at spillebrættet er fundet i grave med mænd i alle aldre; vikingerne havde nogle gange drenge med på slagmarken. I Balnakeil i Skotland blev et skelet fra en dreng på mellem 8 og 13 år fundet med våben og et hnefatafl-brætspil.
Der er nogen uenighed om, hvorvidt nogle tafl-spil (Hnefatafl og Tawlbwrdd) kan have anvendt terninger. Der har også været diskussioner om, hvorvidt nogle af varianterne, især Hnefatafl og Tawlbwrdd) har fulgt vikingerne på deres rejser, blandt andet til Island, Storbritannien, Irland og Lapland. Taflvarianterne, som omfatter Hnefatafl, Alea Evangelii, Tawlbwrdd, Brandubh, Ard Ri og Tablut, blev spillet i store dele af Nordeuropa fra før 400 e.kr, indtil de blev fortrængt af skak i 1100-tallet.

## Etymologi
Betegnelsen tafl (oldnordisk: "bord") er det oprindelige navn på spillet. Hnefatafl blev dog den foretrukne betegnelse for spillet i Skandinavien i slutningen af vikingetiden, for at skelne det fra andre brætspil såsom skáktafl (skak), kvatrutafl og Halatafl. Navnet Hnefatafl opstod muligvis i betydningen "nævens brætspil", fra hnefi ("næve") og tafl, hvor "næve" refererede til den centrale kongebrik., Den nøjagtige etymologi er altså omstridt, men hnefi refererede med sikkerhed til kongebrikken, og flere kilder omtaler Hnefatafl som "Kongens bord". I det angelsaksiske England refererede udtrykket tæfl også til mange brætspil. Det vides ikke, om angelsakserne havde et bestemt navn for spillet, eller om de i almindelighed betegnede det som "at spille tæfl", på samme måde som moderne mennesker kan referere til "at spille kort". På hollandsk betyder "Tafel" "bord", og på tysk har "Tafel" lignende sidebetydninger.

## Balancen i spillet
Der hersker tvivl og en stor uenighed om betydningen af spillets manglende balance, idet reglerne er i kongens favør. Selvom flere af varianterne modificerer denne skævhed, således at spillet er mere balanceret. Dette drejer sig blandt andet om en "konge uden våben", som ikke kan deltage i erobringer, muligheden for at fjendtlige hære bygger lejre, hvor kongen og hans tropper kan blive fanget, hvis de angriber en forladt lejr. Betydningen af disse varianter fremgår af, at alle de nævnte indgår i de moderne versioner af spillet, som blandt andet kan findes hos Helmfrid.
En anden variant omfatter muligheden for væddemål, hvor spillerne, når de er i tur kan satse på, hvor mange træk det vil kræve at vinde spillet. Buddene afgør, hvem der får kongen, som går til laveste bud. Denne spiller skal undslippe angrebet i højst det antal træk, der er budt, ellers vinder den anden. En anden mulighed for at komplicere spillet er at spille over to runder, hvor spillerne skifter side og vinderen er den, der undslipper i færrest antal træk. En række andre særregler, blandt andet om angreb på kongen fra to sider, er omstridt. Det er ligeledes omstridt, hvor mange samtidige angreb, der skal ske, for at der teoretisk er balance i spillet.

## Tafl varianter
- Hnefatafl
- Alea Evangelii
- Tawlbwrdd
- Brandubh
- Ard Ri
- Tablut

Flere spil kan forveksles med tafl-spil, fordi "tafl" indgår i deres navne eller pga. andre ligheder. Halatafl er blevet til det oldnordiske navn for "Fox and Geese", et spil som senest stammer fra det 14. århundrede. Skønt opstillingen af "Fox and Geese" er meget anderledes end det oprindelige Halatafl, er det stadig kendt og spillet i Europa. Halatafl var nærmest vikingernes skak og bestod af to spillere med hver 22 brikker, 5 felter lod man stå tomme, et i hvert hjørne og et i midten. Hvid spiller begyndte ved at rykke første brik ind i midterfeltet, hvor sort hoppede over den og satte den ud af spillet og den der først stod med mindre end 5 brikker tilbage havde tabt. Kvatrutafl er det oldnordiske navn for "Tables". Skáktafl er det oldnordiske navn for skak. Fidchell eller fithcheall (moderne irsk: ficheall) blev spillet i Irland. Den walisiske version var Gwyddbwyll, og i Bretagne var det Gwezboell. Dette populære, middelalderlige spil blev spillet med ens styrker på hver side og var derfor ikke et tafl-spil, men kan snarere have været den middelalderlige efterkommer af det romerske spil Latrunculi eller Ludus latrunculorum.

### Brandubh
Brandubh (gælisk bran dub) var den irske for form tafl. Det kendes fra to digte og det vides at det blev spillet med fem mand mod otte, og at én af de fem var "Branán", eller høvding. Spilleplader på 7×7 felter er blevet fundet, hvoraf det mest berømte er et udført i træ fundet ved Ballinderry i 1932. Det har huller i felterne til pinde eller dyvler i bunden af brikkerne, der muligvis har været sat på for at gøre det muligt at flytte på spillet mens brikkerne var stillet op. Navnet brandubh betyder "sort ravn".

### Ard Rí
Ard Rí (gælisk Høj konge) var en skotsk udgave af tafl, som blev spillet på et bræt på 7×7 felter med en konge og otte forsvarsbrikker mod 16 angribere. Dette er den mindst dokumenterede udgave af tafl-varianterne.

### Tablut
Tablut er en variant af tafl, som kendes fra Lapland, og det er den bedst dokumenterede version. Carl Linnaeus beskrev reglerne og udførte en tegning af spillebrættet i sin dagbog under sin ekspedition til Lapland i 1732. Hans beskrivelse, der er på latin, er ikke komplet, da han ikke talte det samme samiske sprog som sin vært, og han beskrev det således kun fra at observere spillet bliver spillet af andre. Spillet bruge en spillebræt på 9×9 felter, som broderet på et rensdyrskind. I hans dagbog,Lachesis Lapponica, referer Linnaeus til de lyse brikker (forsvarerne) som "sveare" og de mørke (angribende) som "moskovitter". Et spil der muligvis har været det samme, blev stadig spillet i slutningen af 1800-tallet, da P.A. Lindholm skriver om det i Hos Lappbönder (1884).

### Tawlbwrdd
Tawlbwrdd er en variant af tafl-spil, som stammer fra Wales. Det bliver beskrevet som at have er otte brikker på kongens side og 16 på angriberens side. Robert ap Ifan dokumenterede spillet med en tegning fra et manuskript dateret til 1587. Hans version blev spillet på et bræt med 11×11 felter med 12 brikker på kongens side og 24 på modstanderens side. Hans skriver følgende om spillet:

Ovenstående tawlbwrdd skal spilles med en konge i midten og tolv mænd placeret ved siden af ham, og fireogtyve mænd forsøger at fange ham. De er placeret med seks i midten på hver side af brættet og seks i en central position. Og to flytter mændene i spillet og hvis en [brik] der tilhører kongen kommer imellem angriberne er han død og bliver smidt ud af spillet, og det samme hvis en af angribernes kommer imellem to af kongens mænd på samme måde. Og hvis kongen selv kommer imellem to angribere, og du siger "pas på din konge" før han flytter den fra feltet, og han ikke kan slippe væk, så fanger du ham. Hvis den anden siger "jeg er din følgesvend" og flytter imellem de to, så sker der ikke noget. Hvis kongen kan flytte langs [usynlig] streg, så vinder denne spillet.

### Hnefatafl
Hnefatafl var et populært spil i middelalderens Skandinavien og det nævnes i flere af de nordiske sagaer. Nogle af sagaerne omtale har gjort at forskere har diskuteret om brugen af en terning til at spille hnefatafl med. Reglerne til spillet blev aldrig skrevet præcist ned, og der er kun fundet spillebrikker og dele af spillebrættet, så det vides ikke med sikkerhed, hvordan spillet er blevet spillet. Såfremt en terning blev anvendt, er der ingen beskrivelse af, hvordan den er brugt. Arkæologiske og litterære kilder indikerer at hnefatafl kan være blevet spillet på et bræt med enten 13×13 eller 11×11 felter. Det blev et populært spil i Nordeuropa i vikingetiden (slutningen af 700-tallet frem til ca. 1000), der var en turbulent tid fyldt med konflikter. Da skak blev populært i løbet af middelalderen blev reglerne til hnefatafl glemt. Hnefatafl var særlig populært i de nordiske lande, og det fulgte vikingerne til andre dele af Europa, særligt til de britiske øer og Gardarige. Spillet udviklede sig forskelligt alt afhængig af, hvor det blev spillet. Arkæologer har fundet udgaver af spillet i bl.a. Irland og Ukraine. Hnefatafl bliver direkte oversat til "nævebord" fra det oldislandske (som er meget lig moderne islandsk hnef der betyder "næve" og tafl der betyder "bord". Et studie af middelalderlige manuskripter og undersøgelser af spillebrikker og spilleplader har gjort det muligt for forskere nogenlunde at stykke sammen, hvordan spillet blev spillet. Den sidste gang det med sikkerhed vides, at der er blevet spillet hnefatafl med originale regler var i Wales i 1587 og i Lapland i 1723.

### Alea evangelii
Alea evangelii betyder "evangeliernes spil", og det blev beskrevet med en tegning i manuskript 122 på Corpus Christi College, Oxford, som stammer fra angelsaksisk England i 1000-tallet. Det blev spillet på felterne af et bræt med 18×18 felter. Manuskriptet beskriver udseendet på brættet som en religiøs allegori, men det er uvist om spillet er baseret på Hnefatafl.

## Rekonstruktion
Der findes næppe nogen komplet og utvetydig rekonstruktion af reglerne for tafl. Den bedste beskrivelse findes i en fortælling af Linnaeus om spillet Tablut i hans dagbog fra 1732, Lachesis Lapponica. Det mest udførlige regelsæt er baseret på en oversættelse fra 1811 af Lachesis Lapponica til engelsk ved James Edward Smith.